# TV Vitória
A TV Vitória é uma emissora de televisão brasileira sediada em Vitória, capital do estado do Espírito Santo. Ela opera no canal 6.1 (38 UHF digital) e é afiliada à Record. Pertence à Rede Vitória de Comunicação, subsidiária do Grupo Buaiz, responsável também pelo jornal online Folha Vitória, as rádios Jovem Pan FM Vitória e FM O Dia Vitória. A emissora mantém estúdios na sede do Grupo Buaiz no Parque Moscoso, além de escritórios comerciais na Praia do Canto, e seus transmissores estão no alto do Morro da Fonte Grande.

## História
A TV Vitória foi a primeira emissora de televisão do Espírito Santo, sendo inaugurada em 8 de setembro de 1961, no aniversário de 410 anos da capital capixaba, Vitória, pelos Diários Associados. Inicialmente, produzia programas locais e retransmitia atrações produzidas pela TV Tupi São Paulo, embrião da Rede Tupi, que surgiu na década seguinte. A emissora foi inaugurada sem concessão para operar, tendo sua situação regularizada apenas em 1979, na gestão do ministro das comunicações Haroldo Corrêa de Mattos.
Com o fim da Rede Tupi em 1980, a TV Vitória foi uma das emissoras Associadas que se livrou da cassação. Após um período com programação independente e a retransmissão de programas produzidos pela TVS Rio de Janeiro e a Record, a TV Vitória se tornou, em 1981, uma das primeiras componentes do SBT. Em 1984, os Diários Associados venderam a emissora e a Rádio Vitória para o Grupo Buaiz, após o empresário João Calmon comprar as cotas dos outros acionistas e revender a emissora para Américo Buaiz Filho. No mesmo ano, a emissora tornou-se afiliada à Rede Manchete.
Em 1992, a emissora lançou a Rede Vitória de Notícias, que consistia numa parceria com jornais do interior do estado para divulgação de matérias que eram passadas por telefone por um repórter do jornal local durante a exibição do telejornal, e em troca, a TV divulgava o nome dos jornais nos créditos. Essa parceria durou por dois anos, porque os donos de jornais começaram a pedir dinheiro e a empresa não se dispôs a pagar. Em 1.º de outubro de 1998, após dois anos e meio de negociações e o declínio da Rede Manchete, a TV Vitória tornou-se afiliada à Rede Record, que encontrava-se em franca expansão pelo país.

## Sinal digital
Com base no decreto federal de transição das emissoras de TV brasileiras do sinal analógico para o digital, a TV Vitória, bem como as outras emissoras de Vitória, cessou suas transmissões pelo canal 06 VHF em 25 de outubro de 2017, seguindo o cronograma oficial da ANATEL. O switch-off aconteceu às 23h59, durante a exibição do programa Gugu.

## Programas
Além de retransmitir a programação nacional da Record a TV Vitória produz e exibe os seguintes programas:
- ES No Ar: Telejornal, com Eduardo Santos;
- Balanço Geral ES: Telejornal, com Michel Bermudes;
- Fala Espírito Santo: Programa de variedades, com Roberta Salgueiro;
- Cidade Alerta ES: Jornalístico policial, com Fernando Fully;
- Jornal da TV Vitória: Telejornal, com Juliana Lyra;
- Balanço Geral ES Edição de Sábado: Jornalístico, com Amaro Neto;
- Mundo Business: Jornalístico, com Ricardo Frizera;
- Agro Business: Jornalístico rural, com Stefany Sampaio;
- Mais Doce: Reality culinário, com Alessandro Eller;
- Chef de Família: Reality culinário, com Alessandro Eller;
- Espirito Startups: Reality de empreendedorismo e startups;
- Mega Vendedor: Reality de empreendedorismo;